# Westerbork Synthese Radio Telescoop

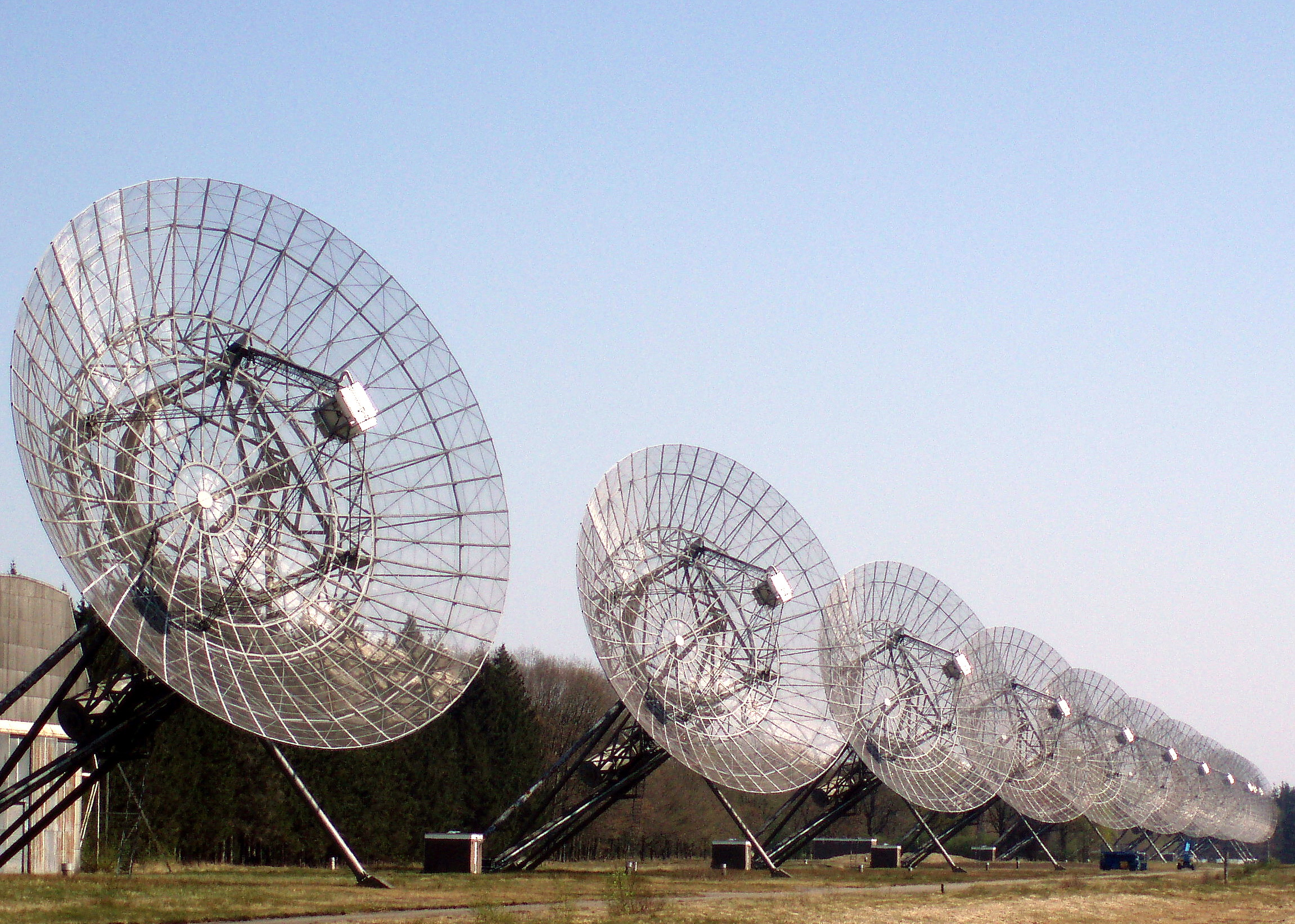
Die 25 m durchmessenden Radioteleskope des Interferometer

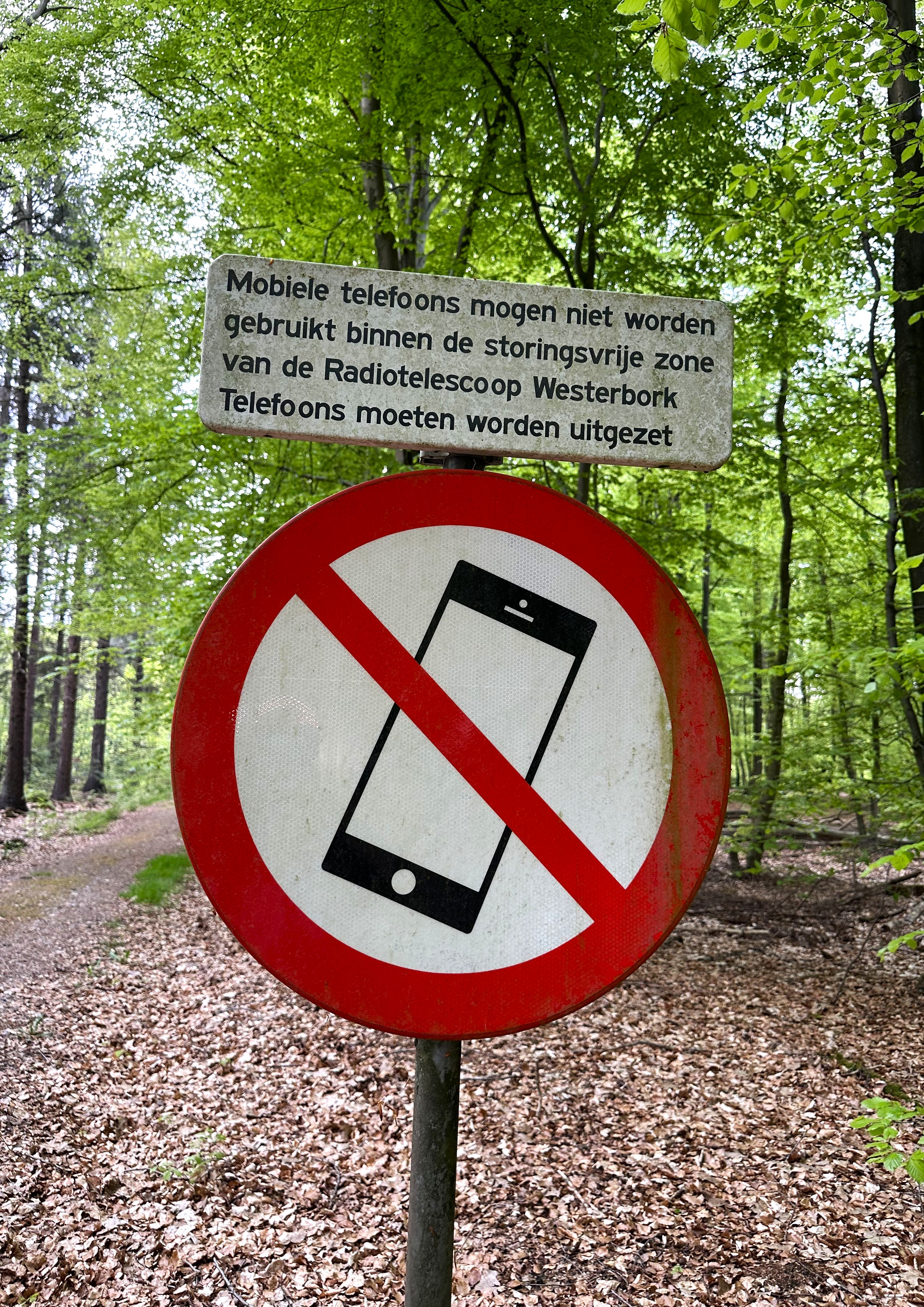
Schild zum Verbot von Mobiltelefonen in der Nähe des Radioteleskops Westerbork.

Das Westerbork Synthese Radio Telescoop (WSRT), englisch Westerbork Synthesis Radio Telescope, ist ein radioastronomisches Interferometer nördlich des Ortes Westerbork, in den nordöstlichen Niederlanden.
Das Interferometer besteht aus 14 Antennen mit einem Durchmesser von 25 Metern, die auf einer 2,7 km langen Ost-West Linie positioniert sind. Zehn der Teleskope sind ortsfest, während die übrigen 4 auf Schienen bewegt werden können.  Es ähnelt im Aufbau anderen Radioteleskopen, wie dem One-Mile Telescope, Australia Telescope Compact Array und dem Ryle Telescope, unterscheidet sich jedoch in der parallaktischen Montierung von diesen. Dadurch kann es besonders gut für Polarisationsmessungen eingesetzt werden, da der Detektor eine feste Orientierung zum Himmel während der Beobachtung hat. Das Teleskop wurde im Jahr 1970 fertiggestellt und zwischen den Jahren 1995–2000 deutlich aufgerüstet. Eine weitere Aufrüstung begann im  Jahr 2013, bei der die Detektoren durch ein Array ersetzt wurden, um so eine 25-fach größere Himmelsregion gleichzeitig zu beobachten. Mit dem Teleskop sind Beobachtungen in dem Frequenzbereich von 120 MHz bis 8,3 GHz möglich. Das Teleskop wird oft mit Teleskopen aus anderen Teilen der Welt kombiniert, um eine Very Long Baseline Interferometry mit erhöhter Winkelauflösung zu bilden, und ist Teil des European VLBI Network. Das Teleskop wird von ASTRON betrieben, der Niederländischen Gesellschaft für Radioastronomie.